# 優しい世界
『優しい世界』（やさしいせかい）は、本田美奈子.のミニ・アルバム。

## 解説
1990年代後半にニュー・シングル用として録り終えた未発表4曲に、シングル「shining eyes」他2曲のリミックス・バージョンを加えた合計6曲のミニ・アルバム。初回生産限定盤はプライベート映像にオフショット写真を織り交ぜたDVD付き。

## 収録曲

### CD
（全編曲：小森茂生）
1. 優しい世界 [4:48]
作詞：佐藤ありす、作曲：NIEVE
2. Sweet Dreams [4:40]
作詞：かみにしやすし、作曲：小森茂生
3. FLOWER [4:57]
作詞：有森聡美、作曲：NIEVE
4. 満月の夜に迎えに来て [3:44]
作詞・作曲：本田美奈子.
5. shining eyes (jazzy funk mix) [4:46]
作詞：有森聡美、作曲：本田美奈子.
6. Sweet Dreams (sk55 re-mix) [5:23]
作詞：かみにしやすし、作曲：小森茂生

### DVD
1. impressions
作曲：山梨鐐平、編曲：田代修二